# Mormyrus subundulatus
Mormyrus subundulatus är en fiskart som beskrevs av Roberts, 1989. Mormyrus subundulatus ingår i släktet Mormyrus och familjen Mormyridae. IUCN kategoriserar arten globalt som starkt hotad. Inga underarter finns listade i Catalogue of Life.